# Festival du voyageur

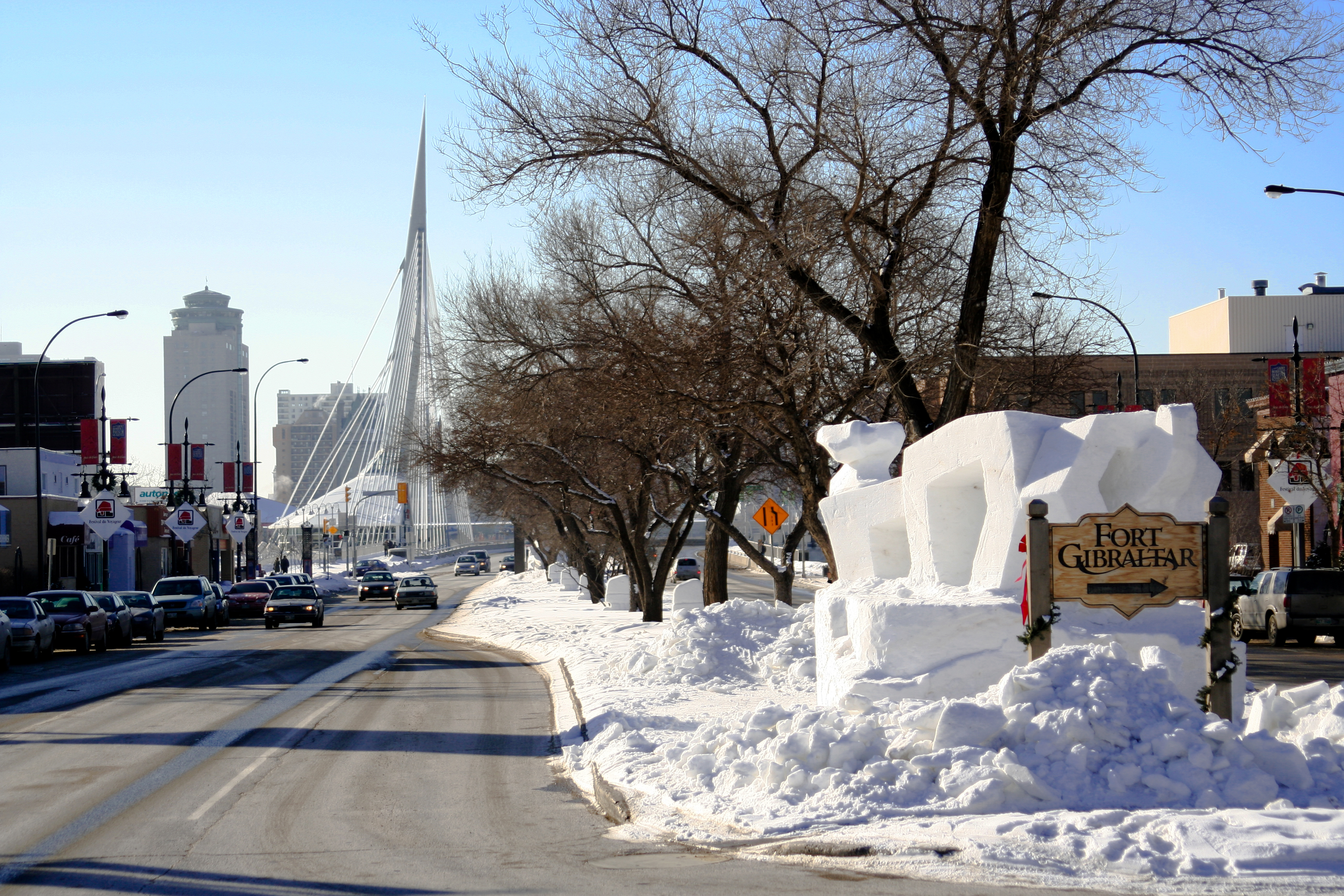
Sculpture lors du Festival du Voyageur en 2006

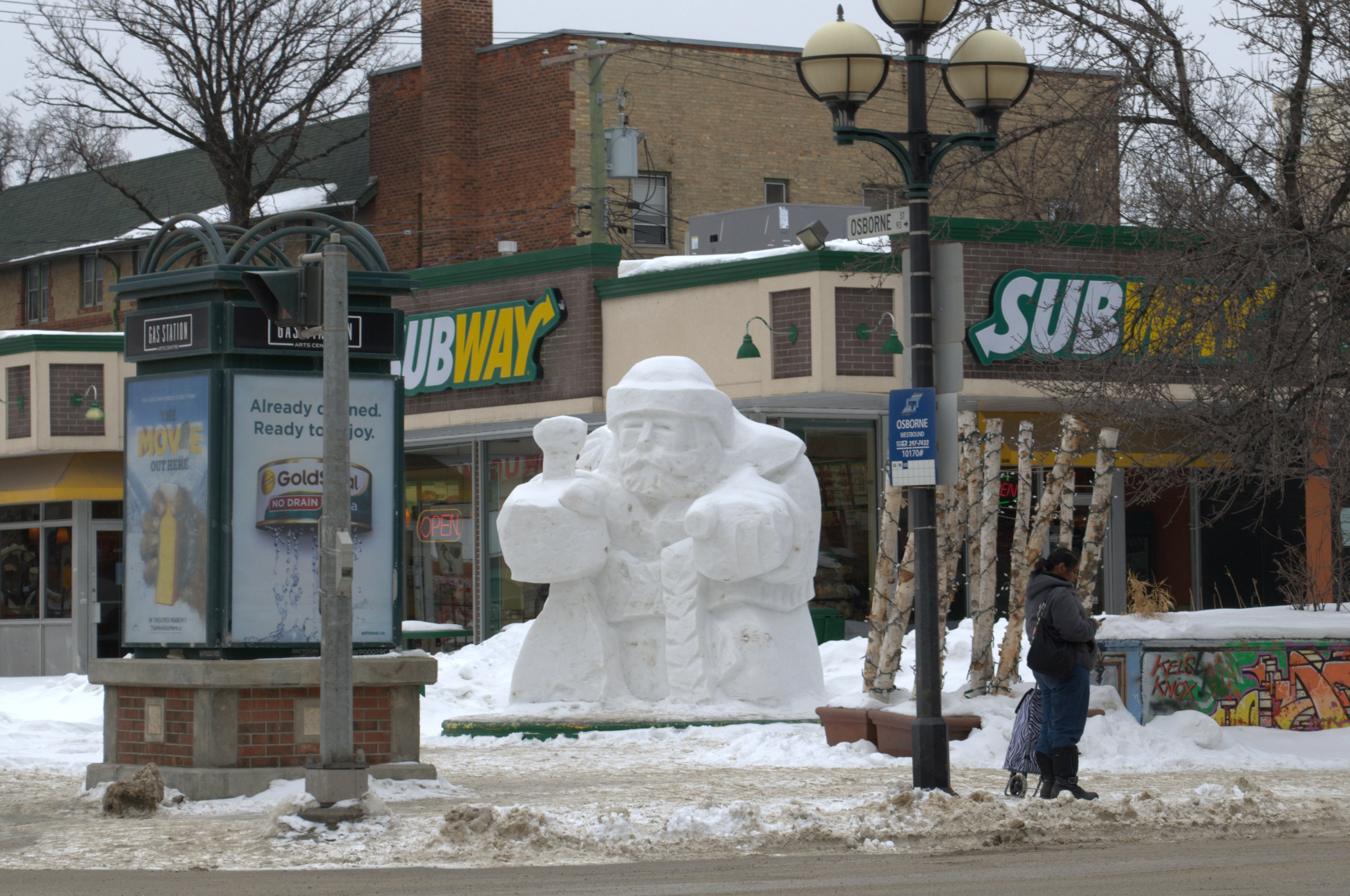
Sculpture de neige à Winnipeg en février 2013

Le Festival du voyageur est un festival hivernal de 10 jours ayant lieu à Winnipeg, au Manitoba (Canada). Il se tient chaque mois de février dans le quartier francophone de Saint-Boniface et il est le plus important festival d'hiver de l'Ouest canadien. Il célèbre entre autres le passé de la traite des fourrures et le patrimoine francophone à travers ses spectacles et sa musique.

## Historique
Chaque hiver depuis 1970 Saint-Boniface, le quartier français de Winnipeg, se transforme en paradis hivernal et devient l’hôte du plus grand festival d’hiver dans l’Ouest canadien. Les histoires des voyageurs, des Métis et des Premières Nations sont ramenées à la vie, non seulement par l’interprétation historique offerte à l’intérieur de la reconstruction du Fort Gibraltar, mais également à travers maintes attractions situées au Parc du voyageur ainsi qu’aux relais du festival. Musique d’antan, nourriture traditionnelle, sculptures de neige sensationnelles et spectacles saisissants ne sont que quelques exemples des divertissements dont on peut profiter pendant la fête. Des compétitions de canoés se déroulent sur la rivière Rouge avec de nombreuses équipes dont la "Brigade de la Rivière Rouge" de Saint-Boniface. Offrant une panoplie d’activités historiques, récréatives et éducatives le Festival du Voyageur en a vraiment pour tous les âges et tous les goûts.

### Conservation des archives
Les archives du Festival sont en cours de traitement au Centre du patrimoine par les employés de la Société historique de Saint-Boniface. À l'heure actuelle, le fonds du Festival du Voyageur comprend 24 cm de documents textuels, 1 disque compact et 20 photographies accessibles au public. 
| Année | Nombre de Participants |
| ----- | ---------------------- |
| 2018  | 93,400                 |
| 2017  | 94,000                 |
| 2016  | 102,000                |
| 2015  | 91,000                 |
| 2014  | 100,000                |
| 2013  | 97,000                 |
| 2012  | 95,000                 |
| 2011  | 97,000                 |